# 下山啓
下山 啓（しもやま けい、1947年3月24日 - ）は、日本の放送作家、作詞家、演出家。
東京都出身。早稲田大学中退。1968年より放送作家としてスタート。テレビ番組の構成、脚本、ステージショーの演出を中心に活動を続ける。古くからの仕事仲間に脚本家の浦沢義雄がおり、その関係で息子の下山健人は浦沢の門下となり、脚本家として活動している。

## 主なテレビ番組の構成、脚本
- ヤング720（TBS）
- 巨泉・前武のゲバゲバ90分!!（NTV）
- お笑いスタジオ(TBS)
- ひるのプレゼント(NHK)
- 祭りだ!ワッショイ!(フジテレビ)
- お楽しみグランドホール(NHK)
- 歌のグランド・ショー(NHK)
- 歌のゴールデンステージ(NHK)
- ゴールデン歌謡速報(フジテレビ)
- リブ・ヤング!(フジテレビ)
- NHK紅白歌合戦(NHK)
- ステージ101(NHK)
- レッツゴーヤング(NHK)
- カリキュラマシーン（NTV)）
- 世界史漫遊(NHK)
- マチャアキ!するぞー(フジテレビ)
- マチャアキ海をゆく(東京12チャンネル)
- 思い出のメロディー(NHK)
- 歌のグランド・ショー(NHK)
- 飛べ!孫悟空(TBS)
- UFOセブン大冒険(TBS)
- 8時だョ!全員集合（TBS）
- ばらえてい テレビファソラシド（NHK）
- 加山雄三ショー（NHK）
- 愉快にオンステージ（NHK）
- 音楽・夢コレクション（NHK）
- 夜にありがとう(NHK)
- NHK歌謡コンサート(NHK)
- スターの殿堂 エド・サリバンショー(NHK)
- グラインドボーン音楽祭 誕生の秘密(NHK BS)
- 音楽の料理人たち/5人のアレンジャー(NHK BS)
- ときめき夢サウンド(NHK)
- 青春のポップス(NHK)
- ハッチポッチステーション（NHK Eテレ）
- いっきにパラダイス(NHK)
- 大当たり！勘九郎劇場(NHK BS)
- クインテット（NHK Eテレ）
- BS永遠の音楽大全集 映画音楽大全集(NHK BS)
- どれみふぁワンダーランド(NHK BS)
- 宮川彬良のショータイム(NHK BS)
- 堺でございます(BSフジ)
- コレナンデ商会（NHK Eテレ）

## 舞台脚本
- ミュージカル・愛の鐘は鳴らない (1978年・8月) 新宿コマ劇場 第4回百恵ちゃんまつり
- おしゃべり伝六一番手柄 (1995年9月) 明治座 堺正章公演
- 恋・高らか太鼓 (1997年3月) 明治座 堺正章公演
- ラブストーリー/アパートの鍵貸します (1998年2月) WAHAHA本舗公演
- ラブストーリー/エレキの若大将   WAHAHA本舗
- 忠臣蔵症候群 仇討ちでござる (1999年5月) 明治座 堺正章公演
- ご存じ一心太助 目から鱗の物語 (2000年8月) 明治座 堺正章公演
- おしゃべり伝六捕物帳 (2002年10月) 明治座 堺正章公演

## 舞台の構成・演出
- 二枚目Ⅱ 「踊る飲茶姫」(1991年) シアターアップル
- 二枚目Ⅱ 「新宿踊りの作り方」(1992年) シアターアップル
- 山川静夫名人劇場 芸・話・人 (1995年～2007年) 三越劇場
- ブロードウエイ・ガラコンサート (2005年～2008) 青山劇場 国際フォーラム
- 音舞台シリーズ (1997年～2016年) 金閣寺音舞台  醍醐寺音舞台 大覚寺音舞台 清水寺音舞台  二条城音舞台 法隆寺音舞台 万福寺音舞台 薬師寺音舞台 仁和寺音舞台 東福寺音舞台 金閣寺音舞台 平等院音舞台 唐招提寺音舞台 東大寺音舞台 西本願寺音舞台 大覚寺音舞台 東寺音舞台  薬師寺音舞台 泉涌寺音舞台 万福寺音舞台

## ショー/コンサートの構成・演出
- 堺正章コンサート、ディナーショー
- 堺正章 かまやつひろし 井上順 コンサート
- 由紀さおり コンサート
- 由紀さおり 安田祥子 童謡コンサート
- 島田歌穂 コンサート
- 島田歌穂 MUSICAL MUSICAL MUSICAL
- 森山良子 コンサート
- クミコ コンサート
- サラ・ブライトマン with asian friends
- 宮川彬良まつり
- 森公美子 コンサート
- 大地真央 コンサート
- 峰さを理 Songs of Mine
- ほか

## 作詞
- 小松の親分さん（作曲：宮川泰）
- ソング・オブ・カリキュラマシーン（作曲：宮川泰）
- ゴー ウエスト（作曲：たかしまあきひこ。田村隆との共同作詞）
- てをたたこ（『おかあさんといっしょ』作曲：乾裕樹）
- おにぎりの心（『おかあさんといっしょ』作曲：越部信義 /「 クインテット」作曲: 宮川彬良）
- イカイカイルカ（『おかあさんといっしょ』作曲：福田和禾子）
- あくびのうた（『クインテット』作曲：宮川彬良）
- ただいま考え中（「クインテット』作曲：宮川彬良）

ほか多数。  

## 著書
- 兄弟姉妹人間学（徳間書店）
- ハッチポッチステーション うえをむいてわらおう
- ハッチポッチステーションの絵本シリーズ（学研）
  - 「エチケットじいさんの じいさんてんさいじ」
  - 「ジャーニーの 車掌はぼくだ」
  - 「ダイヤさんの あしたはしあわせ」
  - 「トランクの ちいさなともだち」